# Angelika Hauff
Angelika Hauff, nata Alice Paula Marie Suchanek (Vienna, 15 dicembre 1922 – Vienna, 3 dicembre 1983), è stata un'attrice austriaca.
Cominciò la sua carriera come ballerina all'età di cinque anni al Wiener Staatsoper e, a vent'anni, ottenne un contratto presso il Landestheater di Salisburgo. Contemporaneamente comparve nel primo film e, solo un anno dopo, le fu affidato il ruolo di protagonista ne L'amazzone contesa. Negli anni successivi prese parte a numerose produzioni tedesche e austriache e, per tre film, lavorò anche per la DEFA (azienda cinematografica di stato della Repubblica Democratica Tedesca).
Con il passare degli anni il suo lavoro come attrice cinematografica divenne meno significativo, mentre fu sempre crescente e più prestigioso il suo impegno in teatro, tanto è vero che dal 1955 fino alla sua morte fu componente fissa del Burgtheater (teatro nazionale austriaco).

## Filmografia parziale
- L'amazzone contesa (Zirkus Renz), regia di Arthur Maria Rabenalt (1943)
- Kuma Tzai Kuma (Terra Misteriosa) (Die Göttin vom Rio Beni), regia di Franz Eichhorn (1947)
- Figaros Hochzeit, regia di Georg Wildhagen (1949)
- Freitag, der 13., regia di Erich Engels (1949)
- Femmina del porto (Lockende Gefahr), regia di Eugen York (1950)
- Das Mädchen aus der Südsee, regia di Hans Müller (1950)
- Schwarze Augen, regia di Géza von Bolváry (1951)
- Der letzte Schuß, regia di Franz Seitz (1951)
- Die Försterchristl, regia di Arthur Maria Rabenalt (1952)
- Martin Toccaferro, regia di Leonardo De Mitri (1953)
- Kaiserwalzer, regia di Franz Antel (1953)
- Das Fräulein von Scuderi, regia di Eugen York (1955)
- Mozart, regia di Karl Hartl (1955)
- Arrête ton char... bidasse!, regia di Michel Gérard (1977)
- Inferno e passione (Egon Schiele - Exzesse), regia di Herbert Vesely (1981)